# Le Plein de super (série télévisée d'animation)
Pour les articles homonymes, voir Le Plein de super.
Le Plein de super (Super Friends) est une série d'animation américaine qui compte 93 épisodes de 22 à 48 minutes, produite par Hanna-Barbera et diffusée les samedis matins entre le 8 septembre 1973 et le 9 novembre 1985 sur le réseau ABC. La série tire son origine du comics Ligue de justice d'Amérique, publié par DC Comics. Le nom du programme est changé à de nombreux reprises, tout comme les personnages.
En France, au moins 49 épisodes piochés au sein de six saisons sur neuf ont été diffusés à partir du 24 décembre 1988 dans Décode pas Bunny sur Canal+.
Rediffusion en clair à partir du 2 juillet 1990 sur Canal+.

## Scénario
Les premières séries montraient surtout les héros combattre des extra-terrestres ou des savants fous. Plus tard des super-vilains tirés de l'univers DC furent aussi utilisés,.

## Personnages
L'équipe était composée de Aquaman, Batman, Robin, Superman, Wonder Woman. Entre 1973 et 1975 deux jeunes sans pouvoirs, Wendy et Marvin, furent ajoutés. Ils furent remplacés de 1977 à 1984 par deux jeunes dotés cette fois de pouvoirs, les jumeaux Jayna et Zan.

## Voix françaises
- Vincent Violette puis Marcel Guido : Narrateur (1re et 2e voix)
- Marie-Laure Beneston, Martine Meiraeghe et Véronique Augereau : Wonder Woman
- Michel Vigné : Superman (1re voix)
- Jacques Frantz : Superman (2e voix) / Bizarro (épisode 57)
- Patrick Guillemin : Batman
- Jérôme Berthoud : Robin
- Gilbert Lévy : Aquaman / Samouraï d'argent / Chef Apache (1re voix)
- Hervé Caradec : Narrateur (3e voix) / Chef Apache (2e voix)
- Roland Timsit : Zan / Green Lantern
- Kelvine Dumour : Jayna
- Richard Darbois : Darkseid
- Luq Hamet : Firestorm
- Daniel Lafourcade : Mr. Mxyzptlk (1re voix)
- Yves Barsacq : Kalibak
- Georges Caudron : Zan (1re voix) / Pr Stein
- Serge Faliu : Zan (2e voix) / Mr. Mxyzptlk (2e voix)
- Bertrand Liebert : Zan (voix de remplacement)
- Jean-Paul Richepin : Darkon (épisode 1) / Torana (épisode 9) / Lex Luthor (épisode 18) / Frankenstein (épisode 23) / voix additionnelles
- Philippe Peythieu : Aquaman (épisode 29) / Brainiac (épisode 49) / Firestorm (épisode 51) / voix additionnelles
- Emmanuel Jacomy : Bizarro (épisode 37) / le maître des miroirs (épisode 49) / Ronnie Raymond (épisode 51) / Cyborg (épisode 57)
- Régine Teyssot : Katie (épisode 25) / l’actrice (épisode 26)
- Perrette Pradier : Hippolyte (épisode 32)
- Jean-François Vlérick : Robin (épisode 36)
- Michel Derain : Narrateur (épisode 45)
- Mario Santini : Lex Luthor (épisode 51)
- Jean-Claude Sachot : Desaad (épisode 52)
- Marc de Georgi : le commissaire-priseur (épisode 52)
- Pauline Larrieu : Wonder Woman (épisode 57)

## Épisodes
Les épisodes en gras ont été doublés en français.

### Première saison:Super Friends(1973)
La durée des épisodes est de 46 minutes. Il y a 16 histoires. Bien que les épisodes ne disposent pas de titres français, ils ont bien été doublés en français.
1. The Power Pirate
2. The Baffles Puzzle
3. Professor Goodfellow's G.E.E.C.
4. The Weather Maker
5. Dr. Palagian's War
6. The Shamon U
7. Too Hot to Handle
8. The Androids
9. The Balloon People
10. The Fantastic Frerps
11. The Ultra Beam
12. Menace of the White Dwarf
13. The Mysterious Moles
14. Gulliver's Gigantic Goof
15. The Planet Splitter
16. The Watermen

### Deuxième saison:The All-New Super Friends Hour(1977-1978)
La durée des épisodes est de 28 minutes. Il y a 60 histoires.
1. The Brain Machine / The Joy Ride / The Invasion of the Earthors / The Whirlpool
2. The Secret Four / Tiger on the Loose / The Mysterious Time Creatures / The Antidote
3. Invasion of the Hydronoids / Hitchhike / City in a Bottle / Space Emergency
4. Doctor Fright / Drag Race / Plant Creatures / Fire
5. The Monster of Dr. Droid / Vandals / Super Friends vs Super Friends / Energy Mass
6. The Enforcer / The Shark / Planet of the Neanderthals / Flood of Diamonds
7. The Invisible Menace / Initiation / Coming of the Arthropods / River of Doom
8. Attack of the Giant Squid / Game of Chicken / The Water Beast / Volcano
9. The Collector / Handicap / The Mind Maidens / Alaska Peril
10. The Fifty Foot Woman / Cheating / Exploration: Earth / Attack of the Killer Bees
11. Forbidden Power / Pressure Point / The Lionmen / The Day of the Rats
12. The Man Beasts of Xra / Prejudice / Tiny World of Terror / Tibetan Raiders
13. Frozen Peril / Dangerous Prank / The Mummy of Nazca / Cable Car Rescue
14. The Marsh Monster / The Runaways / Will the World Collide ? / Time Rescue
15. The Protector / Stowaways / The ghost / Rampage

### Troisième saison:Challenge of the Super Friends(1978)
La durée des épisodes est de 45 minutes. Il y a 32 histoires.
1. Wanted: The Super Friends / Rokan : ennemi de l'espace (Rokan: Enemy from Space)
2. Invasion of the Fearians / Les démons d'Exxor (The Demons of Exxor)
3. The World's Deadliest Game / Bataille au centre de la Terre (Battle at the Earth's Core)
4. The Time Trap / Sinbad et les pirates de l'espace (Sinbad and the Space Pirates)
5. Trial of the Super Friends / L'enchanteur de l'espace (The Pied Piper from Space)
6. Monolith of Evil / L'attaque du vampire (Attack of the Vampire)
7. The Giants of Doom / Le retour des monstres (The Beasts Are Coming)
8. Secret Origins of the Super Friends / La Zone Fantôme (Terror from the Phantom Zone)
9. Revenge on Gorilla City / La créature de l'anti-matière (The Anti-Matter Monster)
10. Swamp of the Living Dead / Le monde sous la glace (World Beneath the Ice)
11. Conquerors of the Future / L'invasion des cerveaux (Invasion of the Brain Creatures)
12. The Final Challenge / L'incroyable cirque cosmique (The Incredible Space Circus)
13. Fairy Tale of Doom / Batman : mort ou vif (Batman: Dead or Alive)
14. Doomsday / La bataille des dieux (Battle of the Gods)
15. Super Friends: Rest in Peace / Le voyage intérieur (Journey Through Inner Space)
16. History of Doom / Grandeur et décadence (The Rise and Fall if the Super Friends)

### Quatrième saison:The World's Greatest Super Friends(1979)
La durée des épisodes est de 22 minutes. Il y a 8 histoires.
1. Frotte trois fois pour le désastre (Rub Three Times for Disaster)
2. La riposte (Lex Luthor Strikes Back)
3. Les chevaliers de Camelon (Space Knights of Camelon)
4. Le Seigneur des entrailles terrestres (The Lord of Middle Earth)
5. L'univers du mal (Universe of Evil)
6. La terreur des profondeurs (Terror at 20 000 Fathoms)
7. La rencontre (The Super Friends Meet Frankenstein)
8. La planète d'Oz (The Planet of Oz)

### Cinquième à Septième saison:Super Friends(1980-1983)
La durée des épisodes est de 48 minutes. Il y a 66 histoires.
1. L'abominable Bigfoo (Bigfoot) / Le démon des glaces (The Ice Demon) / Le monstre du maquillage (The Make Up Monster)
2. Voyage dans les abîmes (Journey into Blackness) / La bande des motards (The Cycle Gang) / Le plongeon maléfique (Dive to Disaster)
3. Yuna la terrible (Yuna the Terrible) / Les Rock N' Rock and Roll Bandits de l'espace (The Rock and Roll Space Bandits) / Ascenseur pour nulle part (Elevator to Nowhere)
4. Gangsters de Mars (One Small Step for Mars) / La maison hantée (Haunted House) / Le monstre de pétrole (The Incredible Crude Oil Monster)
5. Vampire Vaudou (Voodoo Vampire) / L'invasion des singes (Invasion of the Gleeks) / Le retour de Schmutzelblick (Mxyzptlk Strikes Again)
6. Le monstre de la Lune (The Man in the Moon) / Le cirque animal (Circus of Horrors) / La dernière énigme (Around the World in 80 Riddles)
7. Les termites de Vénus (Termites from Venus) / Le volcan diabolique (Eruption) / L'Atlantide est de retour (Return of Atlantis)
8. The Killer Machines / Garden of Doom / Revenge of Bizarro
9. The Outlaws of Orion / Three Wishes / Scorpio
10. Mxyzptlk's Flick / The Sink Hole / The Alien Mummy
11. The Evil from Krypton / The Creature from the Dump / The Aircraft Terror
12. The Lava Men / Bazarowurld / The Warlord's Amulet
13. The Iron Cyclops / Palette's Perils / Colossus
14. The Stowaways from Space / The Scaraghosta Sea / The Witch's Arcade
15. La revanche de Mitzelpleik (Mxyzptlk's Revenge) / Roller Coaster / Once Upon a Poltergeist
16. Warpland / Two Gleeks are Deadlier Than One / Bulgor the Behemoth
17. Le syndrome de Krypton (The Krypton Syndrome) / L'invasion des poupées de l'espace (Invasion of the Space Dolls) / Terreur sur le Titanic (Terror on the Titanic)
18. La Brigade des Maléfices (Revenge of Doom) / Pour une goutte de sang (A Pint of Life) / Day of the Dinosaurs
19. Return of the Phantoms / La victoire des mal-aimés (Bully for You) / Superclones
20. Les prisonniers du sommeil (Prisoners of Sleep) / Un trésor inattendu (An Unexpected Treasure) / La gélatine mortelle (The Malusian Blob)
21. L'attaque des chats (Attack of the Cats) / Merci Superman (One Small Step for Superman) / Les victimes de la vidéo (Video Victims)
22. Le retour de la Brigade des Maléfices (Playground of Doom) / Les aventuriers de l'espace (Space Racers) / Le réducteur (The Recuiter)

### Huitième saison:Super Friends: The Legendary Super Powers Show(1984)
La durée des épisodes est de 22 minutes. Il y a 16 histoires.
1. La Fiancée de Darkseid, première partie (The Bride of Darkseid, Part One) / La Fiancée de Darkseid, deuxième partie (The Bride of Darkseid, Part Two)
2. La colère de Brainiac (The Wrath of Brainiac) / Le miroir du crime (Reflections in Crime)
3. Les voleurs n'ont pas d'honneur (No Honor Among Thieves) / La lampe magique (Mr. Mxyzptlk and the Magic Lamp)
4. Super-héros modèles réduits (The Case of the Shrinking Super Friends) / Le masque du mystère (The Mask of Mystery)
5. Le piège de Darkseid, première partie (Darkseid's Golden Trap, Part One) / Le piège de Darkseid, deuxième partie (Darkseid's Golden Trap, Part Two)
6. L'île fantastique (Island of the Dinoroids) / Oncle Schmurz (Uncle Mxyzptlk)
7. The Case of the Dreadful Dolls / The Royal Ruse
8. The Village of Lost Souls / The Curator

### Neuvième saison:The Super Powers Team: Galactic Gardians(1985)
La durée des épisodes est de 22 minutes. Il y a 10 histoires.
1. The Seeds of Doom
2. Le vaisseau fantôme (The Ghost Ship) / Les Super Bizzarros (The Bizarro Super Powers Team)
3. The Darkseid Deception
4. The Fear
5. The Wild Cards
6. The Brainchild / The Case of the Stolen Powers
7. Star City ne répond plus (Escape from Space City)
8. La mort de Superman (The Death of Superman)

## Accueil
En 2009, IGN classe la série à la cinquantième place des meilleurs dessins-animés.

## Adaptation
Un comics adapte la série animée de 1976 à 1981. La dessinatrice principale en est Ramona Fradon.